# 科斯托赫雷佐韋 (赫爾松區)
46°30′16″N 32°51′18″E / 46.50444°N 32.85500°E
科斯托赫雷佐韋（烏克蘭語：Костогризове）是位於烏克蘭南部的村莊，由赫爾松州赫尔松区的奥莱什基市镇負責管轄。該村始建於1796年，面積55平方公里，海拔高度15米，2001年人口1,931，人口密度每平方公里35.1人。